# 西酞普兰
西酞普兰（Citalopram）是一种很强的选择性5-羟色胺再吸收抑制剂（SSRIs）型的抗抑郁药，其药物形态为氢溴酸西酞普兰（Citalopram Hydrobromide），商品名为“喜普妙”（Celexa）。在临床上常用于重性憂鬱疾患、強迫症、恐慌症、社交恐懼症。抗抑鬱效果可能需要1~4周的時間才能顯現。

## 歷史
西酞普兰最初在1989年由灵北药厂研制成。其专利已经在2003年过期，此后其它公司可以合法地制造同类药物。

## 恐慌症
西酞普兰在英国和其他欧洲国家被许可用于治疗恐慌症，伴有或不伴有广场恐惧症。

## 立体化学
西酞普兰以外消旋的形式出售，其中含有 50% 的 (R)-(−)-西酞普兰 与 50% 的 (S)-(+)-西酞普兰。只有右旋异构体具有预期的抗抑郁的功效。灵北药厂生产的仅含右旋体的产品已经上市，通用名为艾司西酞普兰，与消旋体一般制成氢溴酸盐不同，艾司西酞普兰一般以草酸盐的形式出售，相应的商品名为“来士普”（Lexapro）。将西酞普兰或艾司西酞普兰制成盐主要是为了增加其水溶性。